# Landkreis Vechta
Landkreis Vechta är ett distrikt i Niedersachsen, Tyskland. Största stad är distriktshuvudstaden Vechta.

## Infrastruktur
Genom distriktet går motorvägen A1.

## Städer och kommuner
I förvaltningsrättslig mening finns i modern tid ingen skillnad mellan begreppet Stadt (stad) gentemot Gemeinde (kommun). 

### Einheitsgemeinden
| - Bakum - Damme (stad) - Dinklage (stad) | - Goldenstedt - Holdorf - Lohne | - Neuenkirchen-Vörden - Steinfeld (Oldenburg) | - Vechta (stad) - Visbek |